# Maaike Polspoel
Maaike Polspoel (Vilvoorde, 28 maart 1989) is een Belgisch voormalig wielrenster.

## Levensloop
Polspoel is beroepsmilitair binnen het Topsportproject Defensie. In 2011 won Polspoel in Papendrecht de 4e etappe van de Holland Ladies Tour. Polspoel nam namens België deel aan de Olympische Zomerspelen 2012 in Londen. Op het onderdeel wegwedstrijd eindigde zij als 29e.
Polspoel reed tussen 2008 en 2012 bij Topsport Vlaanderen en erna bij Sengers Ladies en Giant-Shimano. Bij Polspoel werd in mei 2015 alvleesklierontsteking (een chronische ziekte) vastgesteld, waarna ze Liv-Plantur verliet en even later bij Lensworld.eu - Zannata ging rijden. Na 2017 beëindigde ze haar carrière.

## Palmares
2010
 Sparkassen Giro Bochum
2011

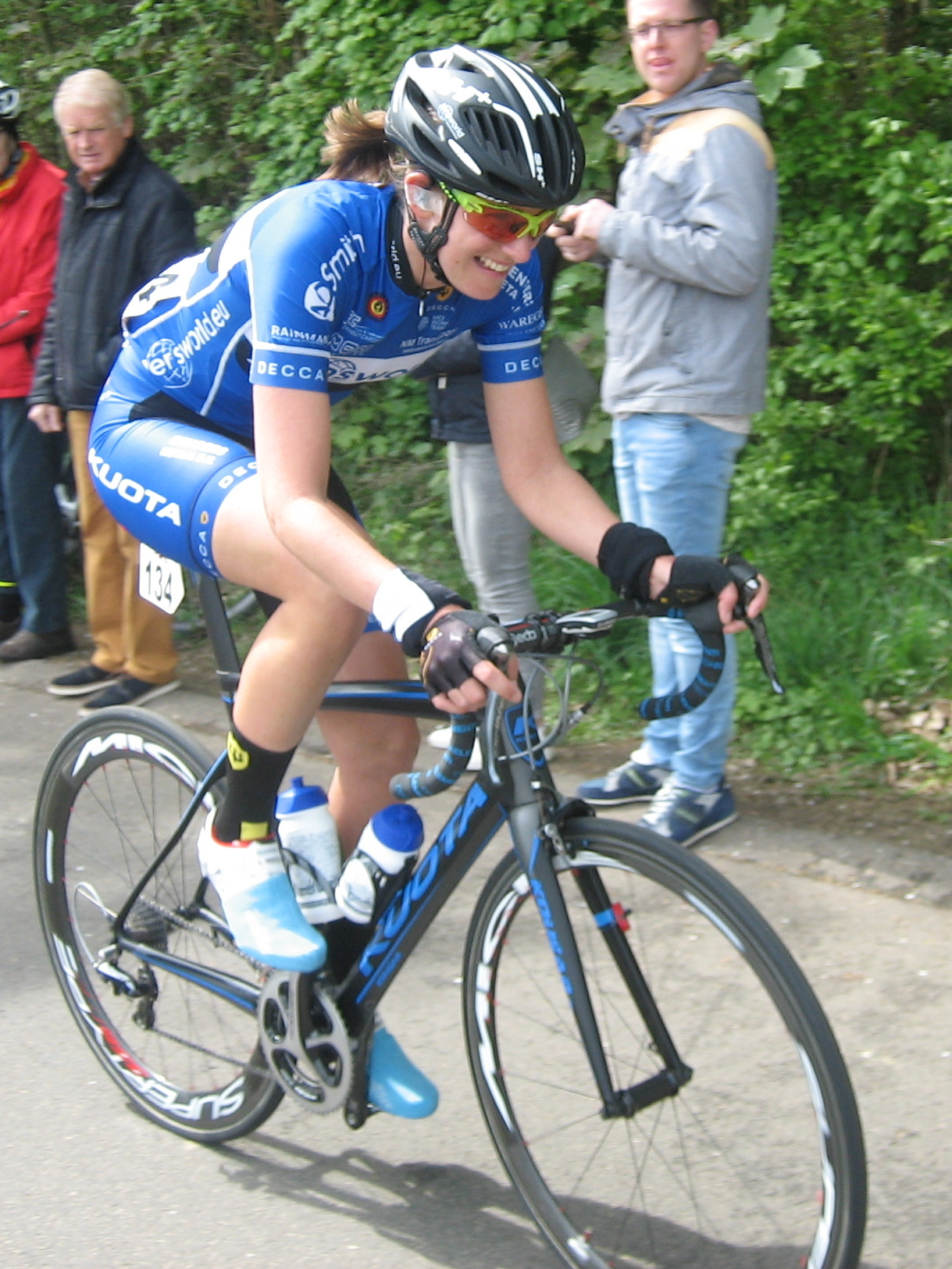
Polspoel in de Amstel Gold Race 2017.

 Grote Prijs Damien Yserbyt Dottenijs
 4e etappe Holland Ladies Tour
2012
 Provinciaal Kampioenschap Vlaams-Brabant, Tijdrijden
 Provinciaal Kampioenschap Vlaams-Brabant, Wegwedstrijd
 Criterium Oostduinkerke
 Knokke-Heist - Bredene
2013
 Gooik-Geraardsbergen-Gooik
 Sparkassen Giro Bochum
 Erondegemse Pijl
 Belgisch kampioenschap, wegwedstrijd
 Belgisch kampioenschap, tijdrijden
2014
 Trofee Maarten Wynants
 Grote Prijs Groenen Groep
 Ronde van Luyksgestel
 Wielerronde Hapert
 Criterium Ninove
 Wielerronde Hapert
 Belgisch kampioenschap, tijdrijden
 Provinciaal Kampioenschap Vlaams-Brabant, Tijdrijden

### Resultaten in voornaamste wedstrijden
| Jaar | Gent-Wevelgem | Ronde van Vlaanderen | Amstel Gold Race | Omloop Het Nieuwsblad | Trofee Maarten Wynants | Gooik-Geraardsbergen-Gooik |  | WK op de weg |
| ---- | ------------- | -------------------- | ---------------- | --------------------- | ---------------------- | -------------------------- |  | ------------ |
| 2009 |               |                      |                  | 30e                   |                        |                            |  |              |
| 2010 |               | 56e                  |                  |                       |                        |                            |  |              |
| 2011 |               |                      |                  |                       |                        | 41e                        |  | 45e          |
| 2012 |               | 12e                  |                  | 21e                   |                        | 19e                        |  |              |
| 2013 |               | 25e                  |                  | 19e                   |                        | Zilver                     |  | opgave       |
| 2014 |               | 33e                  |                  | 21e                   | ↑                      | 16e                        |  | 40e          |
| 2015 |               |                      |                  |                       | 6e                     | opgave                     |  |              |
| 2016 |               |                      |                  |                       | 83e                    | 78e                        |  |              |
| 2017 | opgave        |                      | opgave           | 64e                   | 26e                    |                            |  |              |

## Ploegen
- 2008 –  Topsport Vlaanderen Thompson Ladies Team
- 2009 –  Topsport Vlaanderen Thompson Ladies Team
- 2010 –  Topsport Vlaanderen-Thompson
- 2011 –  Topsport Vlaanderen 2012-Ridley
- 2012 –  Topsport Vlaanderen-Ridley 2012
- 2013 –  Sengers Ladies Cycling Team
- 2014 –  Team Giant-Shimano
- 2015 –  Liv-Plantur (tot 15-5)
- 2015 –  Lensworld.eu - Zannata (vanaf 25-5)
- 2016 –  Team Lensworld - Zannata - Etixx
- 2017 –  Lensworld-Kuota

De Vries · Garner · Knol · Lichtenberg · Mackaij · Mustonen · Pieters · Polspoel · Soek · Stijns · Wild
Garner · Knol · Lichtenberg · Mackaij · Mustonen · Pieters · Polspoel · Soek · Stijns · Stultiens · Weaver